# Лібертас (міфологія)

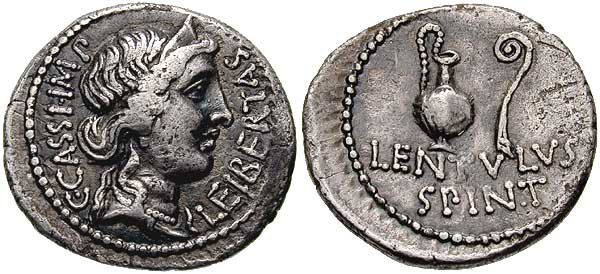
Денарій (42 рік до н. е.) випущений в обіг Кассієм Лонгіном і Лентулом Спінтером, із зображенням коронованої голови Лібертас, з жертовним глечиком і літуусом на реверсі.

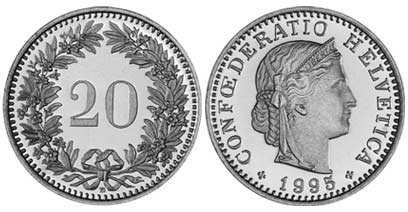
Лібертас зображена на монетах декількох сучасних держав, приміром на швейцарських 20 рапенах.

Лібертас (лат. Libertas) — у стародавніх римлян — персоніфікація і богиня свободи.

## Храми
Лібертас тривалий час була римським божеством поруч з іншими персоніфікованими чеснотами. Перший храм на її честь був зведений близько 238 року до н. е. на Авентинському пагорбі на замовлення Тіберія Гракха, ймовірно, в пам'ять про звільнення плебеїв від гніту патриціїв.
Інший храм на честь Лібертас був побудований у 58-57 роках до н. е.: після відбуття державного діяча і оратора Цицерона у вигнання, його політичний опонент Публій Клодій Пульхр побудував на Палатинському пагорбі, на місці колишнього будинку Цицерона, невеликий храм — присвячуючи власність богині, Клодіус забезпечував непридатність цієї ділянки для житла. За два роки Цицерон повернувся і довів, що освячення храму є недійсним і таким чином зумів повернути собі землю та зруйнувати храм. У 46 році до н. е. Римський сенат проголосував за зведення храму Лібертас на знак визнання Юлія Цезаря, проте він не був побудований. Статуя богині була встановлена на Римському Форумі. Крім того, згадується atrium Libertatis, де зберігались народні переписи. Цей atrium згорів у часи Августа і був відбудований Азінієм Полліоном.

## Зображення
Зазвичай римляни зображали Лібертас як жінку у лавровому вінку або пілосі — конічній фетровій шапці, що вручалася звільненим рабам, а отже, була символом свободи; інший варіант — з пілосом в правій руці і зі списом або рогом достатку в лівій.
Лібертас, як персоніфікація свободи, зустрічається на монетах Римської імперії у супроводі легенди «Libertas Augusti», «Libertas populi Romani» («Свобода римського народу»), «Libertas publica» («Громадська свобода»), «Libertas aeterna» («Вічна свобода») та ін.; також голова Лібертас зустрічається на монетах Римської республіки — наприклад, на монетах Брута і Кассія, учасників заколоту проти Юлія Цезаря.

## Сучасний символ
Подібно іншим римським богиням, Лібертас є джерелом натхнення для багатьох символів сучасності, включаючи Статую Свободи на острові Свободи в США. Як зазначає Служба національних парків США, римська мантія статуї є головною деталлю, що відсилає до Лібертас і символу свободи, від якої походить назва статуї.
Як «Міс Свобода» Лібертас зображена на лицьовій стороні більшості монет США XX століття. Також у Швейцарії Лібертас зображена на монетах номіналом 5, 10 і 20 рапенів.